# Smerz
Smerz es un dúo noruego de música electrónica, con sede en Copenhague, Dinamarca, y en Oslo, Noruega, compuesto por Catharina Stoltenberg y Henriette Motzfeldt. Debutaron el año 2016 con el miniálbum titulado Okey.

## Historia
Catharina Stoltenberg y Henriette Motzfeldt se conocieron en la escuela secundaria en Oslo y se mudaron a Copenhague el año 2011.
Smerz lanzó su primer sencillo titulado «Because» a través de la plataforma SoundCloud en 2016. Más tarde, ese mismo año, lanzaron el EP Okey bajo el sello discográfico Escho en Dinamarca y el sello HardUp en el Reino Unido. Al año siguiente, en 2017, Smerz firmó con el sello británico XL Recordings y relanzó su miniálbum Okey.
En 2018, Smerz lanzó el EP Have fun bajo XL Recordings. Su primer álbum larga duración, Believer, fue lanzado en 2021, también bajo el mismo sello. Más tarde, ese mismo año, el dúo lanzó el mixtape Før og etter, esta vez bajo su propio sello discográfico, Shopping, mediante la plataforma musical Bandcamp.
Smerz ha estado presentando un programa de radio en la estación británica NTS Radio de manera mensual desde 2017.
Smerz suma presentaciones y conciertos en lugares como el Tate Modern de Londres, MoMA PS1 en Nueva York, en Mutek en Ciudad de México y Montreal, en el Berghain en Berlín, Pitchfork Music Festival en Chicago , Festival de Roskilde en Dinamarca y en el teatro Volksbühne en Berlín, por mencionar algunos.

## Discografía

### Álbumes de estudio
- 2021: Believer
- 2025: Big City Life

### EPs
- 2016: Okey
- 2017: Okey (reedición)
- 2018: Have Fun

### Mixtapes
- 2021: Før og etter

### Sencillos
| Año  | Título                                     | Álbum                                |
| ---- | ------------------------------------------ | ------------------------------------ |
| 2016 | «Because»                                  | s/a                                  |
| 2016 | «Because»                                  | Okey                                 |
| 2016 | «Blessed»                                  | Okey                                 |
| 2016 | «Sure»                                     | Okey                                 |
| 2017 | «Oh my my»                                 | Have Fun                             |
| 2017 | «No Harm»                                  | Have Fun                             |
| 2017 | «Half life»                                | Have Fun                             |
| 2017 | «Have fun»                                 | Have Fun                             |
| 2020 | «Før og etter»                             | Escho 15 år: Burgers for my new life |
| 2020 | «The favourite» / «Rap interlude»          | Believer                             |
| 2020 | «I dont talk about that much» / «Hva hvis» | Believer                             |
| 2021 | «Believer»                                 | Believer                             |
| 2021 | «Flashing»                                 | Believer                             |
| 2021 | «Remember»                                 | Believer                             |

### Samplers
| Año  | Título        | Sampler de                     | Artista            | Álbum        |
| ---- | ------------- | ------------------------------ | ------------------ | ------------ |
| 2021 | «If U Ever»   | «I don't talk about that much» | Overmono           | If U Ever    |
| 2022 | «Stop Playin» | «Flashing»                     | Lil Baby & Jeremih | It's Only Me |
| 2023 | «Good Lies»   | «No Harm»                      | Overmono           | Good Lies    |